# Deion Jones
Pour les articles homonymes, voir Jones.
(en) Statistiques sur pro-football-reference
Deion Jones, né le 4 novembre 1994 à Nouvelle-Orléans, Louisiane, est un joueur américain de football américain. Il joue linebacker pour les Falcons d'Atlanta en National Football League (NFL) depuis 2016. Le 10 Octobre 2022, il est envoyé aux Browns de Cleveland en échange de choix de fin de Draft.

## Biographie

### Carrière universitaire
Deion Jones évolue pour les Tigers de LSU de 2011 à 2015.

### Carrière professionnelle
Deion Jones est sélectionné en 52e position de la draft 2016 de la NFL par les Falcons d'Atlanta. Il réalise sa première interception dès la troisième semaine de sa première saison dans la ligue, et retourne la passe de Drew Brees 90 yards pour un touchdown. Ses performances défensives contribuent au succès de la saison des Falcons qui se vont jusqu'au Super Bowl LI. Candidat à la récompense de meilleur débutant défensif de la saison, il est sélectionné dans l'équipe défensive débutant de l'année.